# チェルニーヒウ公国

チェルニーヒウ公国

チェルニゴフ公国、チェルニーヒウ公国（ウクライナ語:Чернігівське князівство）は、11世紀から13世紀にかけて、キエフ・ルーシにおいて都市チェルニーヒウ市を中心とした公国である。本土は現在のウクライナの北部にあり、その支配領域は現在のロシアとベラルーシへも拡大していった。

## 概要
公国の領土の大半はドニエプル川左岸に位置しており、デスナ川及びセイム川流域を包摂していた。また同国の人口の大半を占めたのはセヴェリャーネ族で、ポリャーネ族が一部これに加わる構成だったが、後には公国の拡大とともにラジミチ族、ヴャティチ族、ドレゴヴィチ族の住む土地にも支配が及んだ。公国の首都はチェルニーヒウで、領内の都市にはノヴゴロド・セーヴェルスキー、スタロドゥーブ、ブリャンスク、プチヴリ、クルスク、リューベチ、グルコフ、チェチェルスク、ゴメリ、ヴィリなどがあった。チェルニーヒウ公国の支配権と影響力は甚大であり、北はムーロム及びリャザン地方、南西にはトムタラカニ公国まで及んでいた。
11世紀以前は、公国領内では地域的・部族的な長老政治がしかれ、大公が任命したヴォエヴォダがキエフから派遣されて、地元住民達からの年貢を徴集し、裁判の判決を下し、多くが遊牧民から成る外敵から領土を防衛していた。1024年から1036年の間、チェルニーヒウ公国はヴォロジーメル（ウラジーミル1世）の息子の一人でトムタラカニから来たムスチスラフを君主とした。ヤロスラフ1世の治世を経て、公国はその息子でリューリク朝のチェルニーヒウ公家一門を繁栄に導いた、スヴャトスラフ2世に相続された。さらにウラジーミル・モノマフによる短期間の支配の後、1097年のリューベチ諸公会議の決定により、スヴャトスラフ2世の息子オレーグおよびダニーロ、そしてその子孫たちに受け継がれた。しかし同時に公国は分領公国として分裂し、チェルニーヒウ公国、ノヴゴロド・セーヴェルスキー公国、ムーロム公国およびリャザン公国が鼎立する結果となった。しかしチェルニーヒウの公たちは依然として強い影響力を保持し、大公の称号を維持していた。また首都チェルニーヒウはキエフ・ルーシ最大の経済的・文化的な中核都市の一つとして栄えていた。さらに、チェルニーヒウ公一門は11‐13世紀において何度かキエフを領有していたこともある。しかし1239年、モンゴルのルーシ侵攻にともなうチェルニゴフ包囲戦でチェルニーヒウが陥落し、公国は滅亡した。